# 소피야 야블론스카
소피야 야블론스카우덴(우크라이나어: Софія Яблонська-Уден, 프랑스어: Sophie Yablonska-Oudin 소피 야블롱스카우댕[*], 1907년 5월 15일 ~ 1971년 2월 4일)는 우크라이나의 작가, 사진 작가, 언론인이다.

## 생애
1915년부터 1921년까지 러시아에서 살았다. 1921년에 고국으로 돌아와 1927년에 프랑스 파리로 떠났고, 그 후 여행을 떠나 모로코, 아시아의 여러 나라들, 오스트레일리아, 뉴질랜드, 미국, 캐나다 등을 방문했다. 그녀는 자신의 경험과 관련된 여러 소설 작품들을 남겼다. 1933년에는 중국 주재 프랑스 대사를 역임했던 외교관인 장 우댕(Jean Oudin)과 결혼했다.
1971년에 프랑스에서 교통 사고로 사망하였다. 1977년에 그녀의 아버지에 대한 회고록인 《나의 아버지에 관한 책: 어린 시절부터》(A Book about My Father: From My Childhood)가 발표되었다.